# Bredträsket (Norrfjärdens socken, Norrbotten)
Bredträsket är en sjö i Piteå kommun i Norrbotten och ingår i Alterälvens huvudavrinningsområde. Sjön har en area på 1,64 kvadratkilometer och ligger 136 meter över havet. Sjön avvattnas av vattendraget Mattesbäcken.

## Delavrinningsområde
Bredträsket ingår i det delavrinningsområde (729323-175258) som SMHI kallar för Utloppet av Bredträsket. Medelhöjden är 151 meter över havet och ytan är 8,05 kvadratkilometer. Det finns ett avrinningsområde uppströms, och räknas det in blir den ackumulerade arean 21,32 kvadratkilometer. Mattesbäcken som avvattnar avrinningsområdet har biflödesordning 2, vilket innebär att vattnet flödar genom totalt 2 vattendrag innan det når havet efter 39 kilometer. Avrinningsområdet består mestadels av skog (56 procent) och sankmarker (19 procent). Avrinningsområdet har 1,65 kvadratkilometer vattenytor vilket ger det en sjöprocent på 20,4 procent.